# Paul Moody

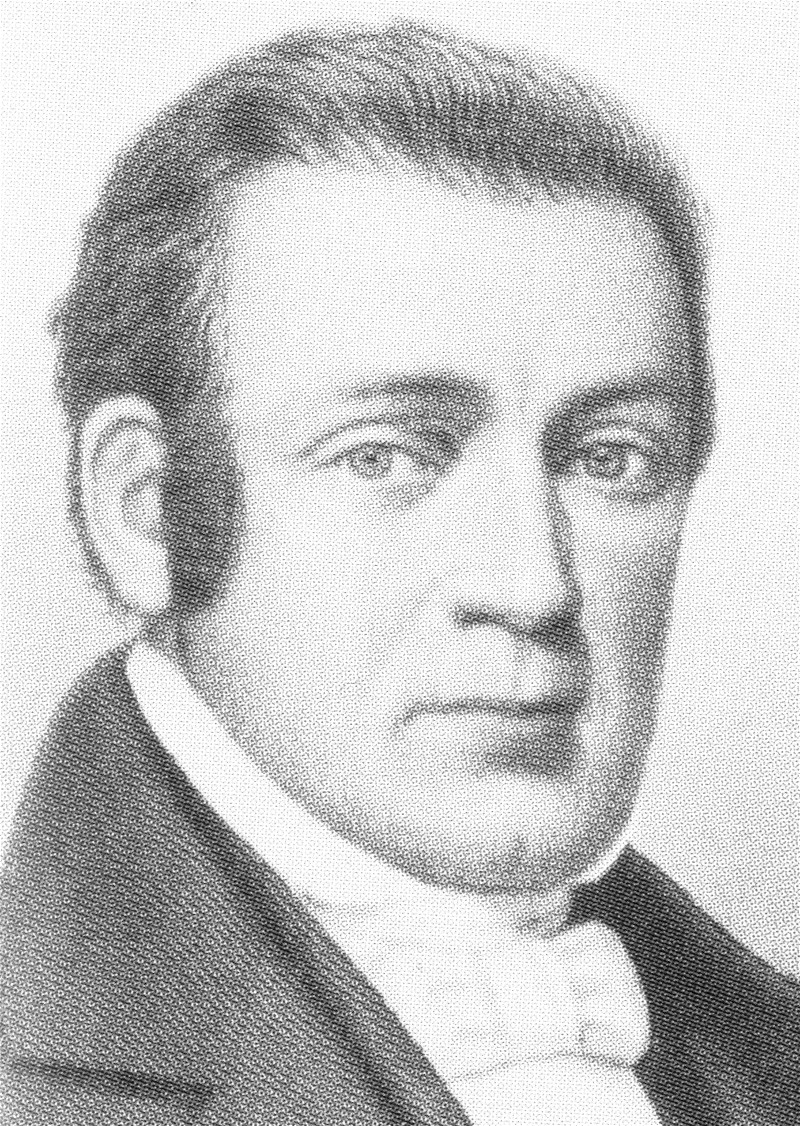
Paul Moody

Paul Moody (* 23. Mai 1779 in Newbury, Massachusetts, Vereinigte Staaten; † 7. Juli 1831 in Lowell) war ein US-amerikanischer Erfinder von Maschinen zur Herstellung von Textilien. Seine wichtigste Entwicklung bestand in einem Kraftstuhl für die 1813 gegründete Boston Manufacturing Company in Waltham, die als Keimzelle der Industrialisierung der Vereinigten Staaten angesehen wird.

## Biografie
Der im Village Byfield der Stadt Newbury geborene Moody war eines von neun Kindern der Familie. Im Alter von 16 Jahren erlernte er den Beruf des Webers und konnte sich darin schnell zu einem Experten entwickeln. Er nahm eine Stelle in einer Nagelfabrik von Jacob Perkins an und zog mit dem Unternehmen nach Amesbury um. 1812 arbeitete er bei einem Hersteller von Kardiermaschinen.
1800 (nach anderer Quelle bereits 1798) heiratete er die aus Amesbury stammende Susannah Morrill und bekam mit ihr drei Söhne. Am 6. Februar 1813 gründete er gemeinsam mit Ezra Worthen, Thomas Boardman und Samuel Wigglesworth die Amesbury Wool and Cotton Manufacturing Company.

### Tätigkeiten in Waltham
Ende 1813 wechselte er nach Waltham, um für Francis Cabot Lowell den Aufbau der Boston Manufacturing Company zu überwachen. Moody entwickelte britische Technologien weiter, entwarf auch eigene Maschinen wie den Kraftstuhl, dessen Patent allerdings an seinen Arbeitgeber fiel.
Während seiner Zeit in Waltham wurden Moody diverse Patente zugesprochen, die sich auf Verbesserungen bzw. Neuentwicklungen von Maschinen und Anlagen sowie ihrer Bestandteile zur Herstellung von Textilien bezogen.

### Tätigkeiten in Lowell
Auf der Basis des Erfolgs ihres Unternehmens in Waltham errichteten die Boston Associates von 1821 bis 1825 am Merrimack River in East Chelmsford eine neue, am Reißbrett geplante Industriestadt, die sie nach ihrem verstorbenen Partner Lowell benannten. Dort gründete Moody 1824 das Unternehmen Lowell Machine Shop, das Anfang des 20. Jahrhunderts in den Saco-Lowell Shops aufging, um die umliegenden Textilfabriken mit Maschinen zu versorgen. Er entwickelte auch den Antrieb der Maschinen weiter, indem er ein System aus Lederbändern, Zahnrädern und Schwungscheiben erfand, das die Effizienz erhöhte und Stillstandszeiten senkte.
Von 1823 bis 1825 arbeitete Moody als Chefingenieur für die The Proprietors of Locks and Canals on the Merrimack River und lebte in dem Haus, das heute das Whistler House Museum of Art beherbergt.
Moody starb 1831 unvermittelt in Lowell nach mehrtägiger Krankheit. Nach ihm wurden Straßen in Waltham und Lowell benannt.